# Cooper Hoffman
Cooper Alexander Hoffman (* 20. März 2003) ist ein US-amerikanischer Schauspieler.

## Leben
Cooper Hoffman wurde im März 2003 als Sohn des Schauspielers Philip Seymour Hoffman und der Kostümdesignerin Mimi O’Donnell geboren. Er hat zwei jüngere Schwestern. Der Drehbuchautor Gordy Hoffman ist sein Onkel. Hoffman wuchs in New York City auf. Sein Vater starb im Februar 2014 an einer Drogen-Überdosis.
Hoffman gab sein Filmdebüt 2021 in Paul Thomas Andersons Drama Licorice Pizza in der Rolle des Gary Valentine an der Seite von Alana Haim, Sean Penn und Bradley Cooper. Anderson hatte zuvor seinen Vater in fünf Filmprojekten besetzt. Der Part des Gary Valentine brachte Hoffman einen National Board of Review Award als bester Nachwuchsdarsteller ein.

## Filmografie
- 2021: Licorice Pizza
- 2023: Wildcat
- 2024: Saturday Night
- 2024: Old Guy – Alter Hund mit neuen Tricks (Old Guy)